# أبي ألاجوان
أبي ألاجوان (بالإنجليزية: Abi Olajuwon)‏ مواليد 6 يوليو 1988 في هيوستن، هي لاعبة كرة سلة أمريكية سابقة أصبحت مدربة مساعدة. بدأت مسيرتها الاحترافية في سنة 2010. تم اختيارها من قبل فريق شيكاغو سكاي خلال الدرافت. يبلغ طولها 6 قدم 4 بوصة (1.9 م). اعتزلت اللعب في 2013. لعبت مع شيكاغو سكاي وتلسا شوك.

## روابط خارجية
- أبي ألاجوان على موقع الاتحاد الوطني لكرة السلة النسائية (الإنجليزية)
- أبي ألاجوان على موقع كرة السلة الأوروبية.كوم (الإنجليزية)
- أبي ألاجوان على موقع كلية كرة السلة في سبورتس رفرنس.كوم (الإنجليزية)
- أبي ألاجوان على موقع سبورتس رفرنس (الإنجليزية)
- أبي ألاجوان على موقع سبورتس رفرنس (الإنجليزية)